# Something to Say
Something to Say – trzeci album muzyczny Joe Cockera 1972 roku.

## Lista utworów
| 1. | "Pardon Me Sir"                                 | 3:37  |
|    |                                                 |       |
| 2. | "High Time We Went"                             | 4:25  |
|    |                                                 |       |
| 3. | "She Don't Mind"                                | 3:13  |
|    |                                                 |       |
| 4. | "Black-Eyed Blues"                              | 4:37  |
|    |                                                 |       |
| 5. | "Something to Say"                              | 5:00  |
|    |                                                 |       |
| 6. | "Midnight Rider" (Gregg Allman)                 | 4:00  |
|    |                                                 |       |
| 7. | "Do Right Woman" (live) (Dan Penn, Chips Moman) | 7:00  |
|    |                                                 |       |
| 8. | "Woman to Woman"                                | 4:26  |
|    |                                                 |       |
| 9. | "St. James Infirmary" (live) (Frey Assunto)     | 6:10  |
|    |                                                 |       |
|    |                                                 | 42:28 |
|    |                                                 |       |

## Skład
- Joe Cocker: wokal
- Chris Stainton: pianino i organy
- Allan Spenner: gitara basowa
- Neil Hubbard: gitara
- Jim Keltner: perkusja
- Alan White: perkusja
- Rick Alphonso: trąbka
- Fred Scerbo: saksofon
- Milton Sloane: saksofon
- Jim Horn: saksofon w "Do Right Woman"
- Reebop: kongi w "Do Right Woman"
- Gloria Jones: chórki
- Viola Wills: wokal wspierający
- Virginia Ayers: chórki
- Beverly Gardner: chórki